# Lorraine (couraçado)
O Lorraine foi um couraçado operado pela Marinha Nacional Francesa e a terceira e última embarcação da Classe Bretagne, depois do Bretagne e Provence. Sua construção começou em agosto de 1912 na Chantiers de Penhoët e foi lançado ao mar em setembro do ano seguinte, sendo comissionado na frota francesa em março de 1916. Era armado com uma bateria principal composta por dez canhões de 340 milímetros montados em cinco torres de artilharia duplas, tinha um deslocamento de 26 mil toneladas e conseguia alcançar uma velocidade máxima de vinte nós.
O navio entrou em serviço no meio da Primeira Guerra Mundial e passou todo o seu tempo no conflito dando cobertura para Barragem de Otranto a fim de conter qualquer avanço da Marinha Austro-Húngara, porém nunca entrou em ação. Foi modernizado no período entreguerras, quando, entre outras várias modificações, recebeu novos dispositivos de controle de disparo, teve suas caldeiras substituídas, armamento antiaéreo fortalecido e sua torre de artilharia principal de meia-nau removida e substituída por uma catapulta e hangares capazes de operar até três hidroaviões.
Com o início da Segunda Guerra Mundial em 1939, o Lorraine transportou ouro francês para as Bermudas e depois atuou no Mar Mediterrâneo.  A França foi derrotada pela Alemanha em 1940 quando o navio estava em Alexandria, onde foi tomado pela Marinha Real Britânica e depois entregue em 1942 para as Forças Navais Francesas Livres. Ele passou por reformas e então participou de algumas operações de bombardeio até 1945. Depois da guerra foi usado como embarcação de treinamento e alojamento flutuante até ser tirado do serviço em 1953 e desmontado.

## Características

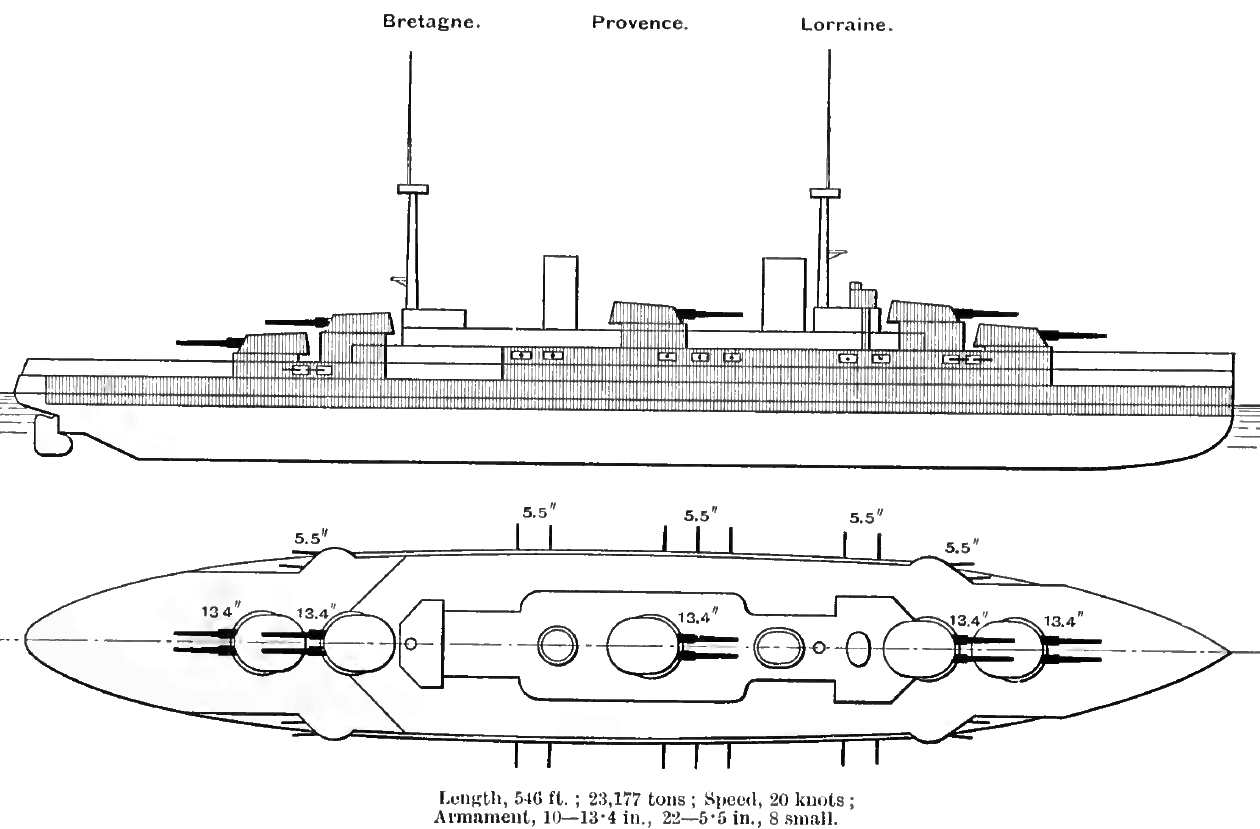
Desenho da classe Bretagne

Lorraine tinha 166 metros de cumprimento de fora a fora, tinha uma boca de 26,9 metros e um calado de carga total de 9,8 metros. Tinham um deslocamento normal de 23 936 toneladas e um deslocamento carregado 26 600 e tinha uma tripulação entre 1.124 e 1.133 oficiais e soldados. Ele era movida por quatro turbinas a vapor Parsons com vinte e quatro caldeiras aquatubulares Guyot du Temple. Eles foram avaliados em 28 mil cavalos-vapor e foram projetadas para uma velocidade máxima de 21 nós (38,9 quilômetros por hora), mas nenhum dos navios excedeu 20,6 nós (38,2 km/h) durante seus testes no mar. O armazenamento de carvão atingiu 2.680 toneladas métricas, o que proporcionou um alcance de 4.700 milhas náuticas (8.700 quilômetros) a 10 nós (18,52).
A bateria principal consistia em dez canhões Modelo 1912 de 340 milímetros montados em cinco torres de artilharia duplas, numeradas de um a cinco da frente para trás. Duas ficavam sobrepostas na proa, uma à meia-nau as duas últimas sobrepostas na popa. No entanto, quando concluída, a torre central não teve seus canhões instalados até janeiro de 1917. O armamento secundário consistia em vinte e dois canhões Modelo 1910 de 138 milímetros em casamatas ao longo do casco. Também carregava dois canhões Modelo 1902 de 47 milímetros, dois na torre de comando e um no telhado de cada torre. O navio também estava armado com quatro tubos de torpedo submersos de 450 milímetros.
O cinturão principal do navio era de 270 milímetros de espessura e o convés blindado principal tinha 40 milímetros de espessura. A bateria principal foi protegida por até 300 milímetros de blindagem nas torres e nas casamatas para os canhões secundários eram 170 milímetros de espessura. A torre de comando possuía laterais de 314 milímetros de espessura.

## Serviço
Lorraine foi encomendado em 15 de julho de 1912, como substituto do encouraçado Liberté, que havia sido destruído por uma explosão de carregador no ano anterior. Ele foi lançada no estaleiro Chantiers de Penhoët em Saint-Nazaire em 1º de agosto de 1912 e lançado em 30 de setembro de 1913. Ele foi comissionada na Marinha Francesa em 10 de março de 1916. Depois de entrar em serviço em 1916, Lorraine e seus navios-irmãos foram designadas para a 1ª Divisão do 1º Esquadrão de Batalha. Os três navios permaneceram na unidade durante o resto da guerra.  Eles passaram a maior parte do tempo em Corfu para impedir que a frota austro-húngara tentasse sair do Adriático. A presença da frota também tinha como objetivo intimidar a Grécia, que se tornara cada vez mais hostil à Tríplice Entente. Mais tarde na guerra, homens foram recrutados de suas tripulações para navios de guerra antissubmarino. Como os austro-húngaros permaneceram em grande parte no porto durante toda a guerra, Lorraine não viu nenhuma ação durante o conflito. Em 1917, ela retornou a Toulon para uma reforma periódica, mas, além dessa viagem, ele não passou o resto do ano no mar.
Em janeiro de 1919, ele foi para Cattaro, onde protegeu a antiga Marinha Austro-Húngara. Ele auxiliou no repatriamento de pessoal naval austríaco e escoltou antigos navios de guerra austro-húngaros para a França e Itália; esta função durou até março. A Marinha Francesa pretendia enviar Lorraine e seu navio-irmão Provence ao Mar Negro para participar de operações contra os bolcheviques, mas um grande motim impediu a operação. Os dois navios foram para Constantinopla em outubro de 1919, onde formaram o núcleo do Esquadrão do Mediterrâneo Oriental, que operou até julho de 1921. Lorraine passou por sua primeira reforma a partir de 10 de novembro de 1921, que durou até 4 de dezembro de 1922. Após emergir da reforma, Lorraine foi colocado na reserva, devido às limitações fiscais da Marinha Francesa do pós-guerra. Ele retornou ao serviço no ano seguinte, 1923, com a 1ª Divisão de Encouraçados da Frota do Mediterrâneo.
Lorraine foi modernizada pela segunda vez entre 15 de novembro de 1924 e 4 de agosto de 1926. Uma terceira reforma ocorreu em 17 de setembro de 1929 e durou até 6 de junho de 1931. Durante esses períodos na doca, o alcance da bateria principal foi aumentado, a bateria antiaérea foi reforçada e suas caldeiras foram substituídas por modelos mais novos, movidos a óleo. Entre 18 de setembro de 1934 e 20 de setembro de 1935, uma quarta e última reforma pré-guerra foi realizada em Brest; a torre central do Lorraine foi removida e uma catapulta de avião junto com um hangar para três aeronaves foram instalados. As aeronaves eram inicialmente hidroaviões Gourdou-Leseurre GL819 e Potez 452, embora tenham sido posteriormente substituídos por hidroaviões Loire 130. Em 1936, Lorraine foi transferido para o Esquadrão do Atlântico, onde permaneceu até a eclosão da Segunda Guerra Mundial em setembro de 1939.

### Segunda Guerra Mundial
Após o início da Segunda Guerra Mundial, Lorraine serviu principalmente no Mediterrâneo Ocidental como capitânia da Força X, sob o comando do vice-almirante Godfroy. Em 4 de dezembro, Lorraine operou a partir de Casablanca contra as forças de superfície alemãs, junto com os cruzadores Algérie, La Galissonnière e Marseillaise, e vários contratorpedeiros e submarinos. Durante esse período, ela transportou uma remessa de barras de ouro do tesouro francês para as Bermudas. Em 1 de janeiro de 1940, ele foi transferida para a 2ª Divisão de Encouraçados do 1º Esquadrão e foi para dique seco para reforma, que durou até abril.
Em 27 de abril, Lorraine e seus dois navios-irmãos foram transferidas para Alexandria. Em 10 de junho, a Itália declarou guerra à França; naquela época, tanto o Bretagne quanto o Provence já haviam retornado para o Mediterrâneo ocidental. Lorraine era o único navio capital francês no Mediterrâneo oriental, embora fosse acompanhado por quatro navios de guerra britânicos e um porta-aviões. Na noite de 20 para 21 de junho, Lorraine formou o centro de uma força-tarefa anglo-francesa, com os cruzadores HMS Neptune, Orion e Achilles, para um bombardeio de posições italianas em Bardia. A operação, que causou apenas danos mínimos, foi a última operação naval combinada britânica e francesa antes da rendição francesa.
Após a rendição francesa, o comandante francês, vice-almirante Godfroy, concluiu um acordo com o almirante Andrew Cunningham para desmilitarizar e internar os navios franceses em Alexandria; isso incluía o Lorraine, quatro cruzadores e três contratorpedeiros. Em dezembro de 1942, a tripulação do navio decidiu se juntar aos Aliados nas Forças Navais Francesas Livres, e assim o Lorraine foi colocado novamente em serviço. Em 3 de julho de 1943, o navio deixou Suez e navegou pela África até Dacar, parando na Cidade do Cabo no caminho. Após chegar em 12 de outubro, ela foi usada brevemente como um navio de treinamento; em 2 de dezembro, Lorraine foi enviado a Oran para reforma. O trabalho incluiu a remoção das instalações da aeronave e a instalação de um grande número de canhões antiaéreos, incluindo oito canhões de 75 milímetros, quatorze canhões de 40 milímetros e vinte e cinco canhões de 20 milímetros. Equipamentos de radar também foram instalados no navio.
A revisão preparou o Lorraine para participar da Operação Dragão, a invasão aliada do sul da França em agosto de 1944. Em 15 de agosto, Lorraine juntou-se à força de bombardeio, Task Force 86, que apoiou os desembarques. Ele e o navio de guerra americano USS Nevada atacou as defesas alemãs em Toulon e arredores, incluindo canhões costeiros de 340 milímetros que haviam sido removidos do Provence. O bombardeamento durou até 21 de agosto. No período de 1 a 13 de setembro, Lorraine, quatro cruzadores e dois contratorpedeiros bombardearam as defesas alemãs em toda a Riviera Francesa. Entre os alvos atacados por Lorraine estavam as fortalezas de Sospel e Castillon, juntamente com posições do Eixo ao redor de Carqueiranne e Saint-Tropez. O Lorraine deixou a área de bombardeio em 17 de setembro, mas permaneceu no Mediterrâneo ocidental até ser enviado a Portsmouth para uma breve reforma no final do ano. Ela foi então enviada para Cherbourg em dezembro.

No final de março de 1945, Lorraine deixou Cherbourg para participar de suas últimas operações de guerra, com os codinomes Vénérable e Vermeille . Nas operações, que ocorreram em abril, a Marinha Francesa se concentrou em eliminar um foco de resistência alemã em Gironda. De 14 a 20 de abril, o Lorraine e vários cruzadores e contratorpedeiros bombardearam a fortaleza alemã "Girond-Nord" em Royan em apoio a um ataque da 10ª Divisão francesa e da 66ª Divisão americana; os defensores alemães se renderam no dia 20. Após concluir a operação, Lorraine retornou a Brest antes de ser enviada para Toulon. A partir de fevereiro de 1947, ela foi usada como um navio de treinamento de artilharia estacionário. Mais tarde, ela foi usada como navio de quartel, até ser retirada do registro naval em 17 de fevereiro de 1953. Ele foi vendido em 18 de dezembro para uma empresa francesa de desmantelamento de navios e rebocada para Brégaillon, nos arredores de Toulon, em janeiro de 1954, e desmontada para sucata.